# Bengt-Arne Strömberg
Bengt-Arne Strömberg (2001)

Link zum Bild

(Bitte Urheberrechte beachten)
Bengt-Arne „B-A“ Strömberg (* 13. Februar 1954; † 27. November 2024) war ein schwedischer Fußballtrainer. Größter Erfolg seiner Trainerlaufbahn war der Gewinn des Svenska Cupen 2001.

## Werdegang
Strömberg begann im Alter von acht Jahren mit dem Fußballspielen beim Göteborger Klub GAIS. Dort durchlief er die einzelnen Jugendmannschaften und spielte anschließend in der zweiten Mannschaft des Vereins. Nachdem er für den Göteborger Amateurverein IF Warta gespielt hatte, beendete er seine Karriere beim ebenfalls unterklassig spielenden IF Viken aus Åmål.
Strömbergs Trainerkarriere begann ebenfalls im unterklassigen Ligabereich. Nach Trainerposten in Mölnlycke und bei diversen Göteborger Stadtteilvereinen sowie einer städtischen Jugendauswahl leitete er zu Beginn der 1990er Jahre die Übungen beim Zweitligisten Jonsereds IF. Anfang 1993 wechselte er innerhalb der Liga zurück zu seinem Heimatverein GAIS. Zwei Jahre später führte er die Mannschaft auf den zweiten Tabellenplatz der Südstaffel der zweiten Liga hinter IK Oddevold. In den anschließenden Relegationsspielen gegen IFK Norrköping blieb sie jedoch nach einem 1:1-Heimuntentschieden und einer 0:1-Auswärtsniederlage erfolglos. Auch in der anschließenden Spielzeit blieb der Erfolg aus und der Verein rutschte in den Abstiegskampf, so dass Strömberg vorzeitig von seinen Aufgaben entbunden wurde. Weiterhin auf der Gehaltsliste des Vereins arbeitete er fortan in der Jugendarbeit, während der Klub zum Saisonende in die Drittklassigkeit abstieg.
Später wechselte Strömberg als Assistent von Karl-Gunnar Björklund zu IF Elfsborg in die Allsvenskan. Als dieser im Sommer 1999 entlassen wurde, übernahm Strömberg das Traineramt und führte die Mannschaft zum Saisonende auf den neunten Tabellenplatz. Mit Stürmer Fredrik Berglund, der mit 18 Toren Torschützenkönig der Liga wurde, erreichte die Mannschaft in der anschließenden Spielzeit den fünften Tabellenplatz der Liga. Im Sommer des folgenden Jahres erreichte Strömberg mit dem Klub das Pokalendspiel. Gegen AIK setzte sich die Mannschaft im Elfmeterschießen durch. In der Meisterschaft war die Mannschaft jedoch nicht annähernd so erfolgreich und spielte gegen den Abstieg. Zum Saisonende im Herbst rettete ein Punkt Vorsprung auf den von IFK Norrköping belegten Relegationsplatz den Klassenerhalt. Daher trennte sich der Verein trotz Pokalsiegs vom Trainer und ersetzte ihn durch Anders Grönhagen.
Nachdem IFK Norrköping sich gegen Mjällby AIF in der Relegation durchgesetzt hatte, verpflichtete der Klub Strömberg als neuen Trainer. Nach einem halben Jahr entließ der Klub ihn jedoch wegen Erfolglosigkeit. Unter seinem Nachfolger Håkan Ericson belegte die Mannschaft zum Saisonende einen Abstiegsplatz. In den folgenden Jahren trainierte Strömberg den Amateurklub Floda BoIF, ehe er sich später vom Fußball zurückzog und als Lastwagenfahrer beruflich neu orientierte.